# 심도
"심도"는 2011년에 개봉한 한일 합작 영화이다.

## 캐스팅
- 김민준 : 배환 역
- 이시다 호시 : 류 역
- 박소희 : 길수 역
- 요메무라 로우타로 : 기무라 역
- 최다연

## 제작진
- 감독: 하마구치 류스케
- 각본: 오우라 코우타, 하마구치 류스케
- 촬영: 양근영
- 기획: 호리코시 켄조, 박기용
- 음악: 나가시마 히로유키
- 미술: 타나카 코지
- 의상: 우스이 후미노리
- 편집: 야마자키 아즈사